# Fabrice Colin
Fabrice Colin (París, Francia, 6 de julio de 1972) es un escritor francés conocido por sus novelas de fantasía y ciencia ficción, tanto para adultos, como para jóvenes. A lo largo de su carrera como escritor ha publicado todo tipo de libros, desde novelas hasta cuentos y cómics, logrando por ello (especialmente gracias a su novela Dreamericana en 2003) premios como el Grand Prix de l'Imaginaire. Colin y su familia vivieron en Boumerdès, Argelia, desde 1976 hasta 1978.

## Obras

### Novelas
- Neuvième cercle, Mnémos, (col. Angle Mort Nº 16), París, 1997.
- Les Cantiques de Mercure, Mnémos, (col. Angle Mort Nº 28), París, 1997.
- Arcadia

1. Vestiges d'Arcadia, Mnémos, (col. Surnaturel Nº 39), París, 1998. Prix Ozone 1999 (Mejor novela de fantasía francófona).
2. La Musique du sommeil, Mnémos, (col. Surnaturel Nº 40), París, 1998.

- Winterheim

1. Le Fils des ténèbres, Mnémos, (col. Légendaire), París, 1999. Repris en poche chez J'ai Lu.
2. La Saison des conquêtes, Mnémos, (col. Légendaire), París, 1999. Repris en poche chez J'ai Lu.
3. La Fonte des rêves, J'ai lu, (col. Millénaires), París, 2003.

- Confessions d'un automate mangeur d'opium, (con Mathieu Gaborit), Mnémos, (col. Icares Nº 4), París, 1999. Prix Bob-Morane 2000 (Meilleur roman francophone). Repris en poche au Serpent à plumes.
- À vos souhaits, Ed. Bragelonne, París, 2000. Repris en poche chez J'ai Lu.
- Les Enfants de la Lune, Ed. Mango Jeunesse, (col. Autres Mondes Nº 9), París, 2001. Prix de la PEEP 2001.
- Projet oXatan, Ed. Mango Jeunesse, (col. Autres Mondes Nº 13),
- Or not to be, L'Atalante, Nantes, 2002.
- Atomic Bomb, (con David Calvo), Éditions du Bélial, 2002.
- Dreamericana, J'ai lu, (col. Millénaires), París, 2003. Grand Prix de l'Imaginaire 2004 (cat. novela francesa).
- CyberPan, Ed. Mango Jeunesse, (col. Autres Mondes), París, 2003. Grand Prix de l'Imaginaire 2004 (cat. novela francesa).
- Sayonara Baby, L'Atalante, Nantes, 2004.
- Le Mensonge du siècle, Mango Jeunesse, (col. Autres Mondes), París, 2004.
- Sunk, (con David Calvo), Les moutons électriques, Lyon, 2005.
- Invisible, Mango Jeunesse, (col. Autres Mondes), París, 2006.
- Kathleen, L'Atalante, Nantes, 2006.
- Le Syndrome Godzilla, Intervista, París, 2006.
- Le Réveil des dieux, Hachette Jeunesse, París, 2006.
- Memory Park, Mango Jeunesse, París, 2007.
- La Mémoire du vautour, Au Diable Vauvert, Vauvert, 2007.
- La Malédiction d'Old Haven, Albin Michel Jeunesse, col. Wiz, París, 2007.
- Camelot, Seuil Jeunesse, París, 2007.
- Le Grimoire de Merlin (con André-François Ruaud), Hachette Jeunesse, París, 2007.
- Le Livres des monstres - Chroniques du Monde noir (con André-François Ruaud), Deux Coqs d'Or, París, 2008.
- Le Maître des dragons, Albin Michel Jeunesse, col. Wiz, París, 2008.
- La Fin du monde, Mango Jeunesse, (col. Autres Mondes), París, 2009.
- La Saga Mendelson

1. Les Exilés, Le Seuil, París, 2009.
2. Les Insoumis, Le Seuil, París, 2009.
3. Les Fidèles, Le Seuil, París, 2010.

- Les Étranges Sœurs Wilcox

1. Les Vampires de Londres, Gallimard jeunesse, París, 2009.
2. L'Ombre de Dracula, Gallimard jeunesse, París, 2010.
3. Les Masques de sang, Gallimard jeunesse, París, 2011.

- Le Jour d'avant, Je Bouquine, 2010.
- Big Fan, Éditions Inculte, (col. afterpop), París, 2010.
- La Vie extraordinaire des gens ordinaires, Flammarion, París, 2010.
- Quête dans le Monde noir (con André-François Ruaud), Deux Coqs d'Or, París, 2010.
- Bal de Givre à New York, Albin Michel, París, 2011.
- Elric, Les Buveurs d'âmes (con Michael Moorcock), Fleuve Noir, París, 2011.
- Blue Jay Way, Sonatine éditions, París, 2012.

### Cuentos
- «Naufrage mode d'emploi» en Fantasy, Fleuve noir, Anthologies (~2), París, 1998. Prix Ozone 1999 (Meilleure nouvelle de fantasy francophone). Grand Prix de l'Imaginaire 2000 (cat. cuento francés).
- «Fin de transmission» en Escales 2000, Fleuve Noir, Anthologies (~4), París, 1999.
- «Forgiven» en Légendaires, Mnémos, Icares (~2), París, 1999.
- «On est peu de chose» en Jour de l'an 1000, Nestiveqnen, Horizons Fantasy, París, 1999.
- «Atomic bomb », (con David CALVO) in Jour de l'an 2000, Nestiveqnen, Horizons Fantasy, París, 2000.
- «De nulle part» en Jour de l'an 3000, Nestiveqnen, Horizons Fantasy, París, 2000.
- «Fantasma Cuervo» en Nestiveqnen, Faëries Nº 3, París, 2000.
- «L'homme dont la mort était une forêt» en Royaumes, 16 grands récits de fantasy, Fleuve Noir, Anthologies (~5), París, 2000.
- «Passer la rivière sans toi» en Il était une fée, Ed. de l'Oxymore, col. Emblèmythiques (~2), Montpellier, 2000.
- «Retour aux affaires» en Privés de futur, Ed. du Bélial/Orion, Étoiles Vives, 2000.
- «Un dernier verre, ô dieux de l'oubli» en Yellow Submarine, Nº 130, Lyon, 2000.
- «Un jour dans la vie d'Angelina Westwood» en Escales 2001, Fleuve Noir, Anthologies (~7), París, 2000.
- «Comme des fantômes [Arcadia]» en Nestiveqnen, Faëries Nº 1, París, 2000.
- «Potentiel humain 0,487» en Les visages de l'humain, Ed. Mango Jeunesse, col. Autres Mondes Nº 7, París, 2001.
- «Intérieur nuit» en Vampyres, Ed. de l'Oxymore, col. Emblèmes Nº 1, Montpellier, 2001.
- «Le coup du lapin» en Sortilèges, Ed. de l'Oxymore, col. Emblèmes Nº 2, Montpellier, 2001.
- «Nous étions jeunes dans l'été immobile », in Fiction #5, Les moutons électriques, Lyon, 2007
- «Un léger moment d’absence », in Fiction Spécial #2, Les moutons électriques, Lyon, 2007
- «Soudain, tout a changé », in Fiction Spécial #2, Les moutons électriques, Lyon, 2007
- «Le serpent qui changea le monde », in Divergences 001, anthologie de nouvelles uchroniques, Flammarion Jeunesse, col. Ukronie 2008.
- «Ce qui reste du réel / Effondrement partiel d'un univers en deux jours» en Retour sur l'horizon, Ed. Denoël, col. Lunes d'encre, 2009.